# Cine Adriano
El Cine Adriano era una sala d'exhibició amb 577 localitats ubicada a tocar del Putxet, a Sant Gervasi de Cassoles. Tot i que el local es trobava al carrer d'Hercegovina núm. 2 (llavors Herzegovino), va prendre el nom de la plaça d'Adrià, just a una illa de distància.
Fou inaugurat el 15 de desembre de 1939 amb una sessió doble de Mr. Deeds Goes to Town, de Capra, i Die Czardasfürstin de Georg Jacoby. Mantingué un programa doble de reestrena fins que tancà les portes el 31 de març de 1975 amb una sessió doble de The Tamarind Seed d'Edwards i de Mi chiamano Alleluja.
Al llarg de la seva història, fou sotmès a dos processos d'actualització i de reformes. El primer l'any 1946, sis anys després que l'adquirís Pere Alsina al seu anterior propietari i el segon el 1955, quan s'hi construí un amfiteatre i s'afegí espai per a les oficines de gerència del local, just damunt la façana.